# 澤田勝彦
澤田 勝彦（さわだ かつひこ、1957年〈昭和32年〉2月19日 - ）は、愛媛県松山市出身の高校野球指導者で愛媛県立松山商業高等学校、愛媛県立北条高等学校野球部元監督。元教員（情報処理科担当）。1996年（平成8年）の第78回全国高等学校野球選手権大会で全国制覇を成し遂げている。

## 来歴・人物

### 生い立ち～アマチュア選手時代
愛媛県松山市生まれ。四人兄弟の末っ子として生まれ、長男・悟（第20代野球部監督などを経て2010年から3期野球部OB会長を務めた）をはじめ三男・栄治は松山商業野球部OBで幼少期から野球に囲まれた生活環境で育った。本格的に野球に打ち込むようになったのは、雄新中学校1年生時に同中学校の先輩で1969年第51回全国高等学校野球選手権大会で優勝し当時松山商業のバッテリーを組んでいた井上明と大森光生を生で見たことがきっかけである。
松山商業選手時代には一色俊作監督から指導を受け、同期でもある西本聖（後の巨人、中日投手など）の球を受けるなど捕手として活躍。（西本の兄・明和（後の広島）と澤田の長兄・悟も同校でバッテリーを組んでおり、第48回全国高等学校野球選手権大会で準優勝を経験している。）
1年生だった1972年夏の甲子園予選北四国大会準決勝に進出するも高松商業に敗退。翌1973年夏は県予選準々決勝で南宇和に敗退。1974年夏も県予選準々決勝で帝京五高に0-1で惜敗し、甲子園出場はならなかった。
卒業後は東都の名門・駒澤大学へ進学し太田誠監督から指導を受け、捕手兼バッテリーコーチとして活躍。野球部では、石毛宏典（後の西武、ダイエー内野手、オリックス監督など）らと同期。大学在学中に教員免許を取得している。

### 母校・松山商業コーチ、監督時代（1980年～2009年）
駒澤大学卒業後には東京の信用金庫への就職が内定していたが、当時の松山商業野球部部長からの強い要請、説得を受け1980年4月から母校野球部コーチに就任。窪田欣也監督のもとで「技術や心構え」を学んだ。コーチ時代の1986年夏第68回全国高等学校野球選手権大会には全国準優勝を成し遂げている。1988年9月1日に窪田監督の後任として同校野球部監督（第22代目）に就任。1990年に監督就任後初めてとなる夏の甲子園出場を果たした。（この甲子園出場は、愛媛大会決勝戦でこの年の選抜準優勝校でもある新田との延長11回、3時間43分、スコア9-8の打撃戦を制して勝ち取ったものだった。）以来、1992年春の第64回選抜高等学校野球大会、1995年夏の第77回全国高等学校野球選手権大会、1996年春の第68回選抜高等学校野球大会へ出場するもいずれも初戦敗退。覚悟を持って臨んだ1996年夏の第78回全国高等学校野球選手権大会で27年ぶりの全国制覇を成し遂げた。2001年夏の第83回全国高等学校野球選手権大会では2年生でエースの阿部健太（後の近鉄など）を擁しベスト4に進出している。この大会では、京都代表・平安との古豪対戦が実現したが、両チームが夏の甲子園で対戦したのはこれが初めてだった。試合は松山商業が4－3で平安を下し準決勝へ進出している。2006年9月19日に「思い通りのノックができなくなった」と体力面の衰えを理由に勇退を表明した。奇しくも全国制覇から10年、夏の甲子園では松山商業対三沢以来37年ぶりとなる早稲田実業対駒大苫小牧の決勝戦引き分け再試合が行われた年でもあった。後任は同校野球部OBで2001年9月から野球部の指導に携わっていた白石勇二コーチが23代目の監督に就任した。勇退後は、同校に残り野球部顧問を務めていた。しかし、2008年12月に野球部員によるいじめが判明し対外試合禁止処分を受けたことに伴い白石監督が引責辞任。同年12月10日監督（実質的には監督代行という形であった。）に急遽復帰しチームの立て直しに努めた。2009年7月27日に自身が監督（監督代行）を退任し後任に前川之江高校監督で同年4月1日付で松山商業へ赴任していた重澤和史コーチ（今治西高校野球部OB）が24代目の監督に就任することが発表された。松山商業の監督に同校OB以外が就任するのは、重澤コーチが史上初めてである。退任後は、再び顧問に戻っている。

### 北条高指導者時代（2010年～2021年）
2010年3月25日に愛媛県教職員の人事が発表され同年4月1日付で愛媛県立北条高等学校へ赴任し同校野球部監督に就任。赴任当初、野球部は6ヶ月の対外試合禁止処分が下されており、初練習を見た時は同好会かと思うレベルだったという。そのためまず取り組んだのが野球をするための環境整備からであった。周りの協力を得ながら、自らネットの修繕、草むしり、ペンキ塗り、部室の確保、ブルペンの芝生の整備を行った。部員も集まるようになり、最終的には愛媛県内の強豪校と対戦しても互角に戦えるまでにチームを育て上げた。2014年に日本高等学校野球連盟より育成功労賞を受賞し、同年6月22日に愛媛大会の組合せ抽選会の際に表彰式が行われた。2021年6月27日に同年夏の選手権大会を最後に勇退することが発表された。公立高校の定年後教員再任用が65歳までとなっている（翌年の2022年2月に65歳を迎える）こともあり勇退を決断した。同年の愛媛大会では3回戦(7月22日坊っちゃんスタジアム)まで進出したが、夏の甲子園に初出場した新田高校に2-4で惜敗しこれが監督として最後の指揮となった。2022年3月末をもって定年退職。

### 引退後
2022年4月11日より母校・松山商業の野球部OB会顧問に就任し、指導に携わっている。チームのアドバイザー的役割を担うとしている。自身67歳の誕生日でもある2024年2月19日に愛媛の野球文化発展に貢献した指導者を表彰する「えひめ野球偉人顕彰」で愛媛県から感謝状が贈呈された。

### その他
指導方針は目標が「甲子園」、目的が「人間形成」。(松山商業時代は目標が「全国制覇」、目的が「人間形成」)「人間的に優れていなければ良いプレーヤーになれない」が持論。座右の銘は「勝機一瞬」である。勝つチャンスは一瞬、逆に敗因となるのも一瞬。常に一球一球を一瞬一瞬を大切にするという意味が込められている。

## エピソード
本来の松山商業の守備は、中継を入れるかワンバウンドでの返球が決まりだった。（そういう練習を繰り返していたという。）ただし、例外としてサヨナラの場面では、定位置より後ろからはダイレクトに投げるケースもあると指導したことがあった。（この事を自身は忘れていた。）松山商業対熊本工業の決勝戦でまさにその場面がおとずれ、ライトを守っていた矢野は指導された事を覚えており、ダイレクトでの返球を選択した。矢野本人はクロスプレーこそよく見えなかったものの、一塁手の今井が踊るように喜んでいるのを見てアウトと知り、飛び跳ねるように引き揚げてきた。そんな矢野をベンチで強く抱きしめ、このスーパー好返球は後に「奇跡のバックホーム」と呼ばれるようになった。この判定を巡っては、当初は誤審ではないかとの声もあがっていたが、決勝戦翌日8月22日付のスポーツ紙の中でスポーツ報知のみがアウトの瞬間を捉えた写真が掲載されており、球審の完璧なジャッジを証明するものとなった。
この好プレーの直前にライトを交代させるか迷っていたという。その時どこからか「今を乗り越えないと次はない」と大会前に亡くなった澤田監督の父の声が聞こえたことで迷いが消え矢野を起用し、後世に語り継がれるプレーが生まれた。
伝統校の監督という重圧から就任当初は、選手には常勝を求め、自分がやってきたことを押し付けてきたという。しかし、思ったように成果が出ず常勝という「看板」にこだわることをやめ、時には砕ける事の大切さを逆に選手から教えられた。練習では厳しさを出す反面、選手が練習しやすい雰囲気を作り出したり、グラウンド外では選手と交換日記をするなどコミュニケーションを図った。試合中は笑顔を見せ選手をリラックスさせる事で成長を後押ししたこともありチームが結束、全国制覇を成し遂げた。
1990年夏の愛媛大会決勝戦（対新田高校戦）と1996年夏の愛媛大会決勝戦（対帝京五高校戦）は、かつての恩師・一色俊作監督との師弟対決となり注目された。いずれの対戦も自身が率いる松山商業が勝利している。
松山商業野球部には、かつて1年生が風呂敷、2年生が紙袋、3年生がスポーツバックと順番に上がっていくしきたりがあった。しかし、各家庭で風呂敷が手に入りにくくなった事情から自身が監督へ就任後に廃止せざるを得なくなったと語っている。
松山商業監督在任期間が18年間と歴代監督の中で一番長い。コーチや顧問時代を含めたら30年間在職していた。県の教職員でここまで長く同じ学校に在職することは本来あり得ないが、愛媛県の人事担当者いわく「勝ちを宿命づけられたチームの監督を引き受けるのには覚悟がいり、簡単には動かしづらい面があった。」と自身に語ったという。
自身の指導者人生の中で一番の名勝負に2001年夏の甲子園準々決勝で対戦した京都代表・平安高校との試合を挙げている。

## 奇跡のバックホーム
第78回全国高等学校野球選手権大会決勝のいわゆる「奇跡のバックホーム」を生んだ好采配が取り上げられる事も多く数々のメディア（テレビ、新聞、雑誌等）で紹介されている。
テレビ朝日の人気番組「アメトーーク｜高校野球芸人」では「奇跡のバックホーム」が名シーンとして毎回取り上げられ、「澤田監督の神采配」として数々のエピソードが出演者（トータルテンボス、ザキヤマ（山崎弘也）、渡部建（アンジャッシュ）他より熱いトーク＆紹介されている。
2016年11月26日に熊本市の藤崎台県営野球場にて1996年夏の甲子園決勝を戦った、松山商業と熊本工業両チームの当時のメンバーが20年ぶりに集まり再戦が実現した。
2023年11月25日、松山市の坊ちゃんスタジアムで再び両校の当時のメンバーが7年ぶりに集まり再々試合が行われた。
「監督と甲子園3　純白のユニフォームに古豪の誇り」で掲載されている。（日刊スポーツ出版社2006年8月10日初版）
「学校と私「目標は甲子園、目的は人間形成」学ぶ＝沢田勝彦さん」として特集、掲載されている。（毎日新聞朝刊2011年11月28日付）
「駆けろ、夏　2015年高校野球愛媛大会〈下〉愛媛野球導く」で掲載されている。（読売新聞愛媛版2015年7月10日付）
「対談愛媛球児の軌跡」で掲載されている。（愛媛新聞2018年1月1日付）
「聖地を沸かせた名将　えひめ高校野球全国春90回・夏100回大会　⑧沢田勝彦　松山商1996年夏優勝」で掲載されている。（愛媛新聞2018年6月5日付）
「現役高校野球監督・部長が選ぶ　愛媛大会名勝負ベスト10　③90年決勝　松山商-新田」で掲載されている。（愛媛新聞2018年7月4日付）
「私の高校野球2　ミラクル演出」で掲載されている。（報知新聞社2019年8月6日初版）
「1996年松山商業と熊本工業　奇跡のバックホーム」で掲載されている。（ベースボールマガジン社2021年11月30日第1版第1刷発行）
「日本一のボール拾いになれ」で掲載されている。（東京ニュース通信社2024年3月4日第1刷）

## 主な教え子
- 酒井光次郎（近大→日本ハム→阪神）
- 水口栄二（早稲田大→近鉄→オリックス）
- 佐野慈紀（近大工学部→近鉄→中日→オリックス）
- 矢野勝嗣（松山大学→愛媛朝日放送）
- 西山道隆（城西大→昭和コンクリート→カナダ独立リーグ→愛媛マンダリンパイレーツ→ソフトバンク）
- 梅田浩（創価大→巨人）
- 阿部健太（近鉄→オリックス→阪神→ヤクルト）

## 甲子園での成績
- 春：出場2回・0勝2敗
- 夏：出場4回・12勝3敗・優勝1回（1996年）
- 通算：出場6回・12勝5敗・優勝1回

## キャリア・経歴
- 全国高等学校野球選手権大会優勝1回（1996年）